# Chef de l'opposition (Papouasie-Nouvelle-Guinée)
Pour les articles homonymes, voir Chef de l'opposition.
En Papouasie-Nouvelle-Guinée, le chef de l'opposition (en anglais : Leader of the Opposition) est le député qui dirige l'opposition parlementaire. La Papouasie-Nouvelle-Guinée est une monarchie parlementaire et un royaume du Commonwealth, appliquant le système de Westminster né au Royaume-Uni. Le chef de l'opposition est défini par la Constitution comme étant « le membre du Parlement (le cas échéant) reconnu par le Parlement comme le principal porte-parole des députés qui ne se sont, de manière générale, pas engagés à soutenir le Gouvernement au Parlement ». À la suite de chaque élection législative, les députés constituant l'opposition parlementaire choisissent ainsi l'un des leurs pour exercer cette fonction.

## Débuts
Avant 1975, la Papouasie-Nouvelle-Guinée est un territoire sous souveraineté australienne. Les premières élections législatives ont lieu en 1964 pour enclencher un processus d'autonomie politique. À cette date, il n'y a pas encore d'opposition parlementaire formalisée. À la suite des élections de 1968 le principal porte-parole des indépendantistes, Michael Somare, refuse avec ses partisans d'être intégré au gouvernement. À la tête du Pangu Pati (Parti de la Papouasie et de la Nouvelle-Guinée), il devient chef de l'opposition de facto, bien que cette fonction n'existe pas encore officiellement. Les élections de 1972 permettent à Somare de devenir le premier Premier ministre du pays ; Matthias Toliman, du Parti unifié (conservateur, prônant une transition moins rapide vers l'indépendance) devient formellement le premier chef de l'opposition,. Lorsque Toliman décède l'année suivante, Tei Abal lui succède, et est le chef de l'opposition au moment de l'indépendance du pays en septembre 1975.

## Chefs de l'opposition récents
Le 2 août 2011, le gouvernement du Premier ministre Sir Michael Somare est destitué par une motion de censure au Parlement. Il s'ensuit une longue crise constitutionnelle autour de la validité de cette destitution. Les députés qui soutiennent Somare boycottent le Parlement. En janvier 2012, Dame Carol Kidu revient au Parlement et y siège seule sur les bancs de l'opposition, afin que le nouveau gouvernement de Peter O'Neill ait à répondre à une opposition parlementaire. Le 15 février, à sa demande, elle est reconnue par le président du Parlement Jeffrey Nape comme cheffe de l'opposition officielle, dont elle demeure la seule membre. Elle est alors la première femme à exercer cette fonction. Quelques jours plus tard, l'ancien premier ministre par intérim Sam Abal la rejoint comme vice-chef de l'opposition. Carol Kidu conserve cette fonction jusqu'à la veille des élections législatives de 2012, qui débutent le 23 juin. Elle ne se représente pas pour son siège de députée, mettant ainsi un terme à sa carrière politique.
À la suite des élections législatives de 2012, la très grande majorité des cent-onze députés font partie de la majorité parlementaire du Premier ministre Peter O'Neill. Les dix-sept députés d'opposition choisissent Belden Namah (du Parti de la Papouasie-Nouvelle-Guinée) comme chef de l'opposition. Cette opposition est une coalition entre le Parti de la Papouasie-Nouvelle-Guinée (huit députés) et quatre petits partis ayant chacun un ou deux députés (Parti libéral mélanésien, Parti de coalition pour la réforme, Parti démocrate constitutionnel, Pangu Pati). Au cours des mois qui suivent, toutefois, des députés d'opposition rejoignent le gouvernement. En juin 2013, l'opposition ne compte plus que sept députés, puis plus que trois en août 2014 : Belden Namah, Sam Basil (vice-chef), et Allan Marat.
En mars 2014, le Premier ministre Peter O'Neill limoge son ministre des Finances Don Polye. En novembre, Polye et les quatre autres députés de son parti (Parti du triomphe, du patrimoine et de l'empouvoirement) rejoignent l'opposition, portant le nombre de députés d'opposition à huit. Y étant majoritaire, le parti TPR y fait élire Don Polye comme chef de l'opposition. Sam Basil demeure vice-chef de l'opposition, tandis que Belden Namah demeure membre du cabinet fantôme,,.
Don Polye perd son siège de député lors des élections législatives de juin et juillet 2017, battu dans sa circonscription de Kandep. Il cesse dès lors également d'être chef de l'opposition. Patrick Pruaitch lui succède, mais rejoint la majorité parlementaire du Premier ministre James Marape en septembre 2019, avec les députés de son parti. Étant le chef du principal parti d'opposition restant, Belden Namah redevient chef de l'opposition parlementaire. Patrick Pruaitch est élu une nouvelle fois à la direction de l'opposition lorsqu'il quitte le gouvernement et la rejoint en décembre 2020,. 
Patrick Pruaitch perd son siège de député, et donc la direction de l'opposition parlementaire, aux élections législatives de 2022. Le principal parti d'opposition à l'issue de ce scrutin est le Congrès national populaire. Peter O'Neill demeure chef du parti, mais c'est Joseph Lelang qui devient le chef de l'opposition parlementaire le 12 août, avec Douglas Tomuriesa pour adjoint,. Le 11 février 2024, Joseph Lelang quitte l'opposition pour se joindre au gouvernement ; Douglas Tomuriesa lui succède formellement deux jours plus tard à la fonction de chef de l'opposition, constituée alors de vingt-deux députés.
| Nom                                          | Nom                | Nom | Dates du mandat                      | Parti                                                   | Élections | Remarques                                                          |
| -------------------------------------------- | ------------------ | --- | ------------------------------------ | ------------------------------------------------------- | --------- | ------------------------------------------------------------------ |
|                                              | Sir Mekere Morauta |     | 16 août 2007 - mai 2011              | Parti de la Papouasie-Nouvelle-Guinée                   | 2007      | Démissionnaire.                                                    |
|                                              | Belden Namah       |     | 11 mai - juillet 2011                | Parti de la Papouasie-Nouvelle-Guinée                   | -         |                                                                    |
| Poste vacant (2 août 2011 - 15 février 2012) |                    |     |                                      |                                                         |           |                                                                    |
|                                              | Dame Carol Kidu    |     | 15 février - 23 juin 2012            | Parti de l'alliance mélanésienne                        | -         | L'opposition parlementaire ne compte que deux députés.             |
|                                              | Belden Namah       |     | août 2012 - 3 décembre 2014          | Parti de la Papouasie-Nouvelle-Guinée                   | 2012      | L'opposition compte dix-sept députés. Cabinet fantôme Namah        |
|                                              | Don Polye          |     | 3 décembre 2014 - août 2017          | Parti du triomphe, du patrimoine et de l'empouvoirement | -         | L'opposition compte huit députés. Cabinet fantôme Polye            |
|                                              | Patrick Pruaitch   |     | août 2017 - 10 septembre 2019        | Parti de l'alliance nationale                           | 2017      | L'opposition compte quarante-six députés. Cabinet fantôme Pruaitch |
|                                              | Belden Namah       |     | 12 septembre 2019 - 15 décembre 2020 | Parti de la Papouasie-Nouvelle-Guinée                   | -         |                                                                    |
|                                              | Patrick Pruaitch   |     | 15 décembre 2020 - 9 août 2022       | Parti de l'alliance nationale                           | -         |                                                                    |
|                                              | Joseph Lelang      |     | 12 août 2022 - 11 février 2024       | Congrès national populaire                              | 2022      |                                                                    |
|                                              | Douglas Tomuriesa  |     | depuis le 13 février 2024            | Congrès national populaire                              | -         | L'opposition compte vingt-deux députés. Cabinet fantôme Tomuriesa  |